# Dżubb Alis
Dżubb Alis (arab. جب عليص) – wieś w Syrii, w muhafazie Aleppo. W 2004 roku liczyła 
878 mieszkańców.